# Copelatus imitator
Copelatus imitator är en skalbaggsart som beskrevs av Bilardo och Rocchi 2002. Copelatus imitator ingår i släktet Copelatus och familjen dykare. Inga underarter finns listade i Catalogue of Life.